# Большая энциклопедия «Болгария»

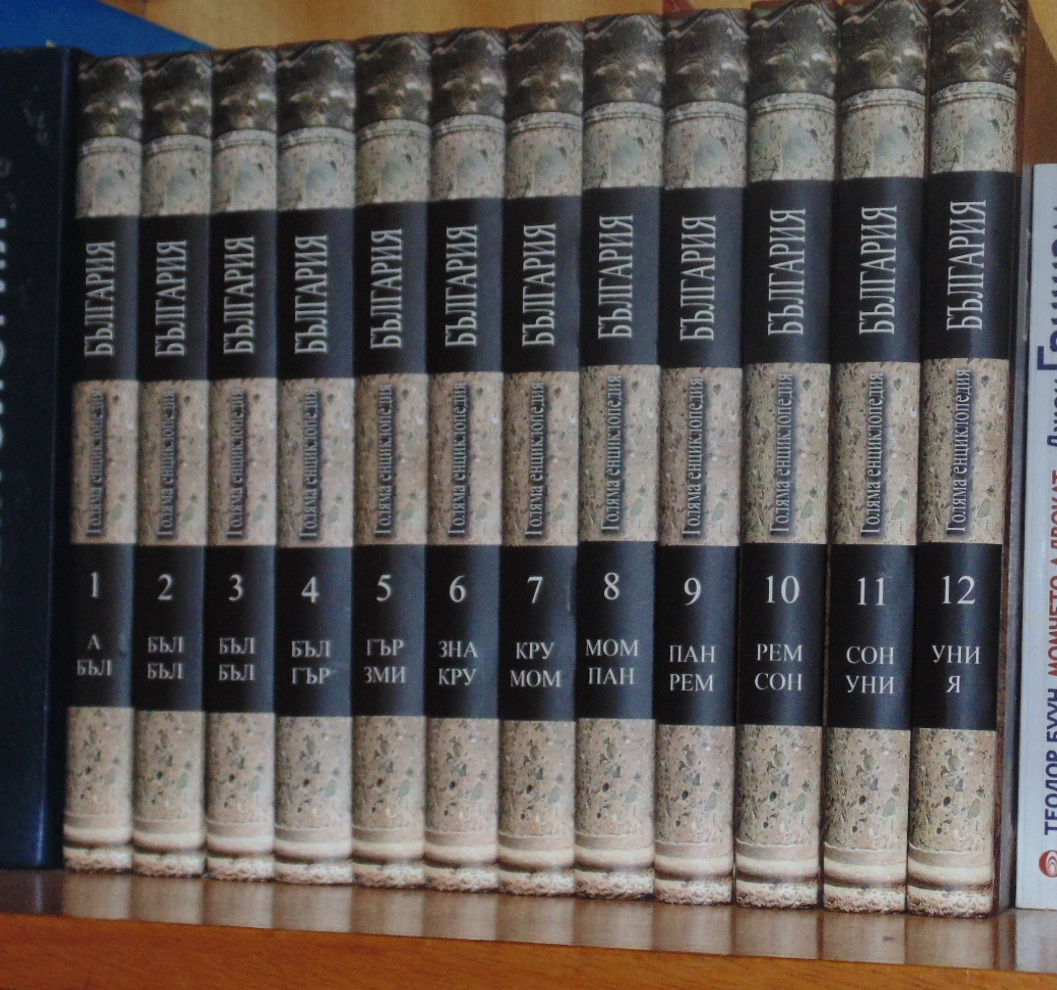
Двенадцать томов Большой энциклопедии «Болгария»

Большая энциклопедия «Болгария» (болг. Голяма енциклопедия «България») — 12-томная энциклопедия, изданная Болгарской академией наук в 2011 году. Содержит 4992 страниц, 12 840 статей о персоналиях, объектах и событиях, связанных с Болгарией, более 12 тыс. иллюстраций, схем и диаграмм.
Включает в себя, в отредактированном виде, статьи из предыдущего семитомного издания Энциклопедии «Болгария», которая выходила в течение 18 лет с 1978 по 1996 годы. В отличие от старого издания тома нового издания были напечатаны в короткие сроки. Редактирование было завершено 31 декабря 2010 года; обновление — 31 июля 2011 года. Первый том вышел 10 ноября 2011 года.
Энциклопедия подготовлена командой научно-информационного центра БАН «Болгарская энциклопедия» во главе с редактором акад. Василем Гюзелевым. Издана книгоиздательским домом «Труд», принадлежащим Медиа-группе «Болгария».

## Изданные тома
| Том           | Год  | Статьи | ISBN                                          |
| ------------- | ---- | --- | --------------------------------------------- |
| 1. А — БЪЛ    | 2011 | A — Българи в Мала Азия                                                                                                 | ISBN 978-954-8104-23-4 ISBN 978-954-398-136-6 |
| 2. БЪЛ — БЪЛ  | 2011 | Българи в Панония — България: Образование. 1878—1944                                                                    | ISBN 978-954-8104-24-1 ISBN 978-954-398-137-3 |
| 3. БЪЛ — БЪЛ  | 2011 | България: Образование. 1878—1944 — Българска православна църква                                                         | ISBN 978-954-8104-25-8 ISBN 978-954-398-138-0 |
| 4. БЪЛ — ГЪР  | 2011 | Българска православна църква — Гърковата къща, Копривщица                                                               | ISBN 978-954-8104-26-5 ISBN 978-954-398-139-7 |
| 5. ГЪР — ЗМИ  | 2012 | Гъркоманство — Змиярник                                                                                                 | ISBN 978-954-8104-27-2 ISBN 978-954-398-140-3 |
| 6. ЗНА — КРУ  | 2012 | Знаме — Крушуна | ISBN 978-954-8104-28-9 ISBN 978-954-398-141-0 |
| 7. КРУ — МОМ  | 2012 | Крушунска бигорна каскада — Момчилов, Петко                                                                             | ISBN 978-954-8104-29-6 ISBN 978-954-398-153-3 |
| 8. МОМ — ПАН  | 2012 | Момчилов, Петко — Паничков, Димитър                                                                                     | ISBN 978-954-8104-30-2 ISBN 978-954-398-154-0 |
| 9. ПАН — РЕМ  | 2012 | Паничков, Димитър — Реметалк I                                                                                          | ISBN 978-954-8104-31-9 ISBN 978-954-398-155-7 |
| 10. РЕМ — СОН | 2012 | Реметалк II — Сондоке                                                                                                   | ISBN 978-954-8104-32-6 ISBN 978-954-398-156-4 |
| 11. СОН — УНИ | 2012 | Сониксен, Алберт — Университетска многопрофилна болница за активно лечение и спешна медицина «Николай Иванович Пирогов» | ISBN 978-954-8104-33-3 ISBN 978-954-398-157-1 |
| 12. УНИ — Я   | 2012 | Университетска многопрофилна болница за активно лечение «Лозенец» — Яхъя Антиохийски                                    | ISBN 978-954-8104-34-0 ISBN 978-954-398-158-8 |